# Domatowo
Domatowo (kaszb. Domôtowò) – wieś kaszubska w Polsce położona w województwie pomorskim, w powiecie puckim, w gminie Puck na obszarze Puszczy Darżlubskiej i nad jeziorem Bielawa.
W latach 1975–1998 miejscowość administracyjnie należała do województwa gdańskiego.
Przed 1920 wieś nosiła nazwę niemiecką Groß Domatau.
W Domatowie mieści się Gospodarstwo Szkółkarskie należące do Nadleśnictwa Wejherowo Lasów Państwowych.